# 瑟尼耶
瑟尼耶（法語：Senillé，法語發音：[sənije]）是法国新阿基坦大区维埃纳省的一个旧市镇，属于沙泰勒罗区。2016年1月1日，塞尼耶和相邻的圣索沃尔合并为新市镇瑟尼耶-圣索沃尔（Senillé-Saint-Sauveur）。

## 地理
瑟尼耶（46°46'43"N, 0°36'53"E）面积17.94 平方千米，位于法国新阿基坦大区维埃纳省，该省份为法国中西部省份，北起曼恩-卢瓦尔省和安德尔-卢瓦尔省，西接德塞夫勒省，南至夏朗德省，东南接上维埃纳省，东临安德尔省。
与瑟尼耶接壤的市镇（或旧市镇、城区）包括：阿瓦耶昂沙泰勒罗、沙泰勒罗、舍讷韦勒、莱涅莱布瓦、蒙图瓦龙、瑟尼耶-圣索沃尔、圣索沃尔。

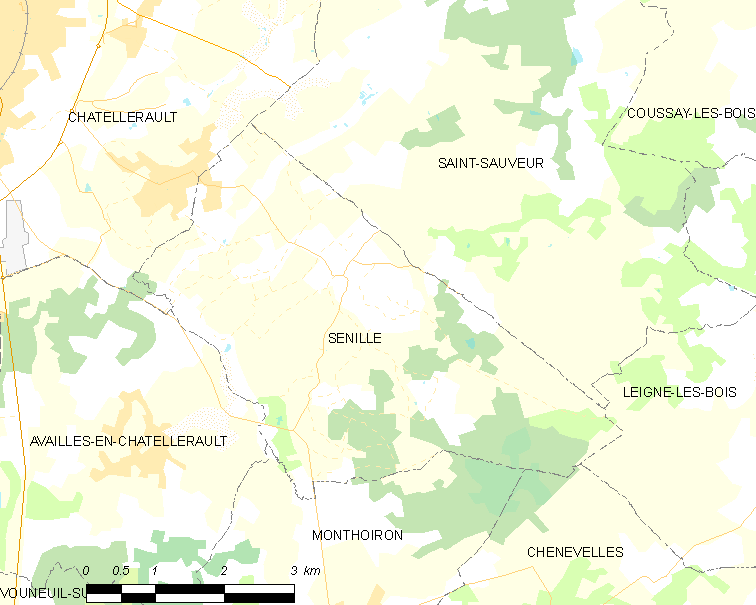
瑟尼耶的OSM定位图

瑟尼耶的时区为UTC+01:00、UTC+02:00（夏令时）。

## 行政
瑟尼耶的邮政编码为86100，INSEE市镇编码为86259。

## 政治
瑟尼耶所属的省级选区为沙泰勒罗第三县。

## 人口

1962-2008年间瑟尼耶人口变化图示

瑟尼耶于2018年1月1日时的人口数量为791人。